# Kokořín
Kokořín település Csehországban, a Mělníki járásban. Kokořín Vysoká, Mšeno, Želízy, Vidim, Kanina és Dobřeň településekkel határos. Lakosainak száma 393 fő (2024. január 1.).

## Népesség
A település lakosságának változását az alábbi diagram mutatja:
| Lakosok száma | 1340 | 1164 | 1033 | 561  | 362  | 351  | 369  | 366  | 380  | 393  |
|               | 1869 | 1900 | 1921 | 1961 | 1980 | 2011 | 2016 | 2019 | 2021 | 2024 |